# Thoulakhom
Thoulakhom là một huyện (muang, mường) thuộc tỉnh Tỉnh Viêng Chăn ở trung Lào .